# Autoformation
 (janvier 2025).
Si vous disposez d'ouvrages ou d'articles de référence ou si vous connaissez des sites web de qualité traitant du thème abordé ici, merci de compléter l'article en donnant les références utiles à sa vérifiabilité et en les liant à la section « Notes et références ».
L'autoformation ou auto-apprentissage est le fait pour une personne de se former elle-même, dans un cadre qui lui est propre, d’une façon plus ou moins éloignée des structures et institutions enseignantes et formatives. L'autoformation apparaît ainsi comme un mode d'auto-développement des connaissances et des compétences par le sujet social lui-même, selon son rythme, avec l'aide de ressources éducatives et de médiation sociale les plus choisies possibles.
Si l'autodidacte est habituellement présenté comme une personne poursuivant une démarche solitaire, il est de plus en plus facile de trouver des ressources d'autoformation collective : groupe d'échange de savoirs, réseaux sociaux d'apprentissage... Les courants de l'éducation populaire, l'université populaire, les réseaux d'échange réciproque de savoir et les phénomènes collaboratifs comme le wiki, illustrent ce phénomène important de la société du XXIe siècle.[réf. nécessaire] À l'inverse, l'autoformation est souvent conduite au savoir grâce à la pratique. C'est en réalisant les choses, donc en « mettant la main à la pâte » que l'autodidacte acquiert des connaissances, d'où l'importance de l'apprentissage par la pratique.

## Lectures théoriques

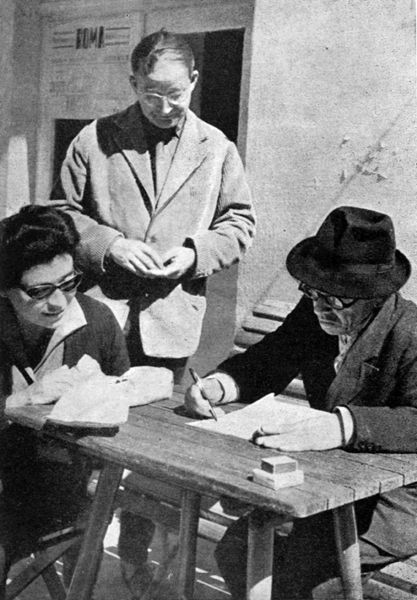
Nikifor Krynicki (1966), peintre autodidacte.

Pour Joffre Dumazedier, le concept d'autoformation est un concept ambigu. S'il permet d'appréhender les pratiques du sujet de ce qu'il a nommé « la société des loisirs », il a ses limites et n'est pas sans danger en ce qu'il peut alimenter le mythe d'un auto-engendrement. En fait d'auto-engendrement, « on apprend seul mais jamais sans les autres ». L'autodidacte serait en fait un sociodidacte envisageant l'autre simultanément en tant que ressource et que destinataire des informations qui s'élaborent dans un contexte social.
Jean-Jacques Rousseau, qui se revendique d'autodidaxie, avait déjà entrevu cet écueil. Sa théorie des trois maîtres (nature-hommes-choses) se rapproche de la théorisation de Gaston Pineau, qui propose un triangle de l'autoformation reposant sur trois pôles (éco- le monde ; hétéro- les autres ; auto- soi-même). Enfin, pour le pédagogue Philippe Meirieu, « il n'y a d'apprentissage véritable qu'en autoformation ». Ces différents auteurs s'attachent ainsi à affirmer la formation comme l'acte d'un sujet désirant qui peut se former avec, contre ou sans les institutions éducatives.
Georges Le Meur indique que dans la modernité « la lutte contre l'obsolescence des savoirs professionnels provoque l'apparition d'un autodidacte nouveau » et il développe le concept de néo-autodidaxie. Celle-ci « désigne un phénomène éducatif majeur de la société post-industrielle […] qui appelle des apprentissages ininterrompus de savoirs récents dans tous les domaines ». Ainsi aujourd’hui la néo-autodidaxie recouvre la démarche pédagogique qui consiste à assurer soi-même l'acquisition de connaissances choisies en principe hors des systèmes éducatifs, donc sans enseignant ».
Au XXIe siècle, de nouvelles potentialités et les souhaits d'autonomie autorisent des cursus de formation dans l'agir quotidien. Ainsi, le nouvel autodidacte peut recevoir le savoir à domicile par des médias multiples, garantissant ses acquisitions hors des organismes qu'il prend parfois en compte. De nos jours[Quand ?] « L'autodidaxie se révèle un mode d'apprentissage existentiel ou cognitif dans lequel le sujet social apprenant conserve toutes les responsabilités sur son action formative ». Le nouvel autodidacte exerce toujours un pouvoir total sur ses activités éducatives.
En 2016, parait Apprendre par soi-même aujourd'hui. Les nouvelles modalités de l'autoformation dans la société digitale sous la direction de Marc Nagels et Philippe Carré[source insuffisante]. Cet ouvrage vient consolider et actualiser les connaissances sur l'autoformation à la lumière de l'usage des ressources numériques. L'autoformation se voit analysée sous trois angles spécifiques : l'environnement, avec l'influence du milieu familial et professionnel ; les ressources et le rapport aux ressources numériques ou sociales mobilisées par l'autoformation ; l'approche cognitive qui met l'accent sur l'organisation cognitive de l'activité d'autoformation et les ressources individuelles d'auto-efficacité. Les résultats, après étude de 80 entretiens renforcent la perspective de l'apprenant devenu particulièrement capable de diriger ses apprentissages, opportuniste dans la gestion des ressources et combinant au service de ses buts les apports des dispositifs formels et informels dans leurs formes les plus récentes. Ceci amène à penser que cette notion d'autoformation relève de l'un des processus d'apprentissage chez l'adulte.

### Notion d'agentivité
Dans le cadre de l’auto-formation, la notion d’agentivité est, selon Philippe Carré (professeur à l'université Paris-Nanterre en Sciences de l'éducation) et Annie Jézégou (professeur à l'université de Lille en Sciences de l'éducation et de la formation), un élément important à mettre en lumière. Annie Jézégou utilise la définition de Bandura sur l’agentivité qui est « le contrôle exercé par les sujets sur leur propre fonctionnement, leurs conduites et l’environnement ». Philippe Carré apporte un éclaircissement sur cette notion en l’identifiant comme le « dénominateur commun aux différentes conceptions sous-jacentes de l’autoformation » . En effet, dans le cadre de l’auto-formation, l’apprenant est valorisé dans son autonomie mais aussi responsabilisé dans son rapport à son apprentissage. L’agentivité se réfère donc au pouvoir d’action de l’individu « de façon intentionnelle, par anticipation, planification de l’action et l’autorégulation de ses conduites » .
Elle se manifeste de trois manières différentes :
1. Directement : le but est atteint à la suite de l'intervention directe de l'individu
2. Par procuration : l'individu attend l'action de l'autre pour atteindre son but
3. Collective : c'est la coordination de l'effort du groupe qui permet d'atteindre le but

Ces manifestations se passent à l'intérieur d'un modèle, d'un système où se trouve l'individu « qui négocie systématiquement ses comportements, ses motivations et ses affects avec son environnement physique ou social ».
Cette notion est une « variable clé », terme utilisé par la théorie sociale-cognitive, de l’auto-efficacité car selon Bandura « les croyances d’efficacité forment le fondement de l’agentivité humaine ».

## Histoire

### Avant 1960
L'autodidaxie en Grèce antique : Socrate et Platon valorisaient cet effort qu’ils percevaient comme une forme de sagesse. Toujours en usage, c'est le terme « autodidacte », du grec ancien αὐτοδίδακτος / autodidaktos signifiant « qui s'est instruit lui-même », qui a le premier servi à traduire cette réalité. Apparition du terme self-directed learning : Dans son ouvrage The Meaning of Adult Education qui paraît en 1926, l'Américain Eduard C. Lindeman utilise le terme self-directed learning (« apprentissage autodirigé ») avançant que « les adultes ont un besoin profond de s'autodiriger ». Ce terme est adopté plus tard par le courant américain pour désigner ce que les francophones appelleront l’autoformation.

### Années 1960 et 1970
En 1967, le Canadien Allen Tough publie sa thèse Learning Without a Teacher dans laquelle il présente les dimensions de la « formation par soi-même » et utilise le terme « autoformation ». Dans son ouvrage phare The Adult's Learning Projects, paru en 1971, Tough se penche sur les apprentissages des adultes en dehors des cadres institutionnels et met en lumière l’importance de la notion de projet dans leur apprentissage qu’il définit comme un effort majeur et intentionnel de gagner des connaissances ou un savoir-faire.
À la fin des années 1960 émerge l’idée que l’adulte est un apprenant distinct qui donnera naissance au concept d'« andragogie » (voir L'adulte : un apprenant distinct). Malcolm Knowles, l'un des fondateurs de l'andragogie, publie en 1975 Self-Directed Learning : A Guide For Learners and Teachers, un guide d’apprentissage de l'autodirection par la méthode du contrat entre l’étudiant, dit « apprenant » et l’enseignant, désormais « facilitateur ». Knowles définit l’apprentissage autodirigé comme « une démarche dans laquelle un individu prend l’initiative, avec ou sans l'aide des autres, d'établir ses besoins d’apprentissage, de formuler ses objectifs d’apprentissage, d’identifier les ressources (humaines et matérielles) nécessaires à l'apprentissage, de choisir et de mettre en œuvre des stratégies d’apprentissage appropriées et d’évaluer les résultats de l'apprentissage ». Apprendre par soi-même à l'intérieur de dispositifs pédagogiques ouverts devient une voie de choix en andragogie.
Aux États-Unis, le terme self-directed learning (« apprentissage autodirigé ») commence à désigner ce mouvement d'études et de pratiques qui met l'emphase sur la responsabilité de l'individu (le self ; « soi ») dans son apprentissage. Influencé notamment par les valeurs américaines et l'individualisme, le courant qui se base sur l'idée que l'individu occupe une « place centrale, nécessaire et suffisante » à son apprentissage. Le concept d'« autodirection », qui se trouve au cœur de l'apprentissage autodirigé, peut se résumer à la capacité ou la volonté de l’apprenant d’assumer la responsabilité de ses apprentissages. Dans l'Amérique du Nord de la fin des années 1960, le concept d’apprentissage autodirigé est reconnu à la fois par la science et la pédagogie.
En France, paraît en 1973 Vers l'autoformation assistée de Bertrand Schwartz faisant de ce dernier le fondateur du courant éducatif (ou pédagogique) de l'autoformation. Le concept d’éducation tout au long de la vie se fait connaître en Occident grâce à l’ouvrage de Paul Lengrand L'Homme du devenir : Vers une éducation permanente (1975) qui sera traduit en 18 langues. En plus d'être le pionnier français de la sociologie du loisir, Joffre Dumazedier sera pour sa part un grand précurseur de l’autoformation en France ; lui qui voyait l’éducation comme une fonction sociale globale deviendra plus précisément l'instigateur de l'autoformation dite « sociale ». En 1978, il fait une contribution marquée au premier numéro collectif de la revue Éducation permanente. Une vision française de l'autoformation se dessine progressivement. Cette mouvance examinera le concept tant du point de vue de la sociologie que de la psychologie et de la méthodologie du travail.

### Années 1980
En 1983, Gaston Pineau publie Produire sa vie : autoformation et autobiographie, une thèse qui laisse son empreinte à la fois en France et au Québec. Comme il l'expose dans cet ouvrage phare, pour lui : « l’autoformation n’est pas un loisir, c’est un travail, une lutte pour se conquérir, se libérer, prendre sa vie en main, exister à part entière, donner un sens à ce qui est polyvalent et ambivalent ». Pineau est à l’origine du courant dit « existentiel » de l'autoformation, où cette approche est vue comme un outil de construction de soi, voire un outil ayant un potentiel psychothérapeutique.

### Années 1990
Le Français Philippe Carré met de l'ordre dans les théories proposées jusqu'alors pour expliquer l'autoformation en cernant ses 5 grands courants dans une proposition qu'il nomme la « galaxie de l'autoformation ». Les courants qu'il distingue sont :
- L'autoformation intégrale est synonyme d'autodidaxie. Il s'agit pour l'apprenant d’apprendre en dehors de tout système institutionnel de formation. Une des formes de l’autoformation intégrale, c’est la formation basée sur sa propre expérience (l'apprentissage expérientiel : va construire son savoir personnel à partir de son expérience).
- L'autoformation existentielle : apprendre à être. Elle fait référence à l’histoire de vie, l’autobiographie.
- L'autoformation sociale : apprendre dans et par le groupe social. L'autoformation est réalisée grâce au caractère collectif des échanges et des interactions sociales.
- L'autoformation éducative : apprendre dans des dispositifs ouverts de formation — incluant la formation en ligne — dans le cadre d'institutions éducatives
- L'autoformation cognitive : « apprendre à apprendre ». L'intérêt est porté sur la manière dont la personne réalise son propre apprentissage.

En réexaminant des travaux effectués sur des notions clés de l'autoformation — projet, proactivité, contrôle, métacognition (« apprendre à apprendre ») —, Carré tente de comprendre les enjeux liés à la motivation en autoformation. Il conclut en l'an 2000 que l'autodirection en formation exige plus que la seule intentionnalité : « D’un point de vue psychologique, l'apprentissage autodirigé demande, par-delà l’intention d’apprendre, l’exercice d’un contrôle proactif et métacognitif du processus d’apprentissage. La seule présence d'une intention est une condition nécessaire de l'apprentissage autodirigé, mais elle est loin d’être suffisante ».

### Années 2000

#### Ère du numérique: socioditactie
« On apprend toujours seul, mais jamais sans les autres. » Cette citation de Philippe Carré convient bien à la conception actualisée de l'autodidacte que certains ont nommé « le sociodidacte ». Bien que l’idée que l’on n’apprend jamais sans les autres soit intemporelle, elle devient sans doute plus évidente en cette ère du numérique et des réseaux sociaux. Tel que le décrit Denis Cristol dans son Dictionnaire de la formation : apprendre à l’ère du numérique (2018), cet autodidacte contemporain aborde sa relation avec l'autre en le considérant à la fois comme ressource et destinataire des informations qui s'élaborent, par ailleurs, dans un contexte social.
Après avoir revisité les différentes théories proposées au fil des ans sur l'autoformation, Nicole Anne Tremblay en arrive à distinguer les 8 courants suivants : courant extrascolaire, courant socioculturel, courant développemental, courant psychométrique, courant épistémologique, courant organisationnel, courant didactique, et  courant cognitif.
Tough est à l'origine du courant extrascolaire. Il montre, à l'aide d'une méthodologie efficace et pertinente, que les projets d’apprentissage auto-planifiés étaient très importants à l'âge adulte, et d'autres personnes apprenaient diverses choses en se joignant à un groupe, en suivant des leçons avec un instructeur ou encore en se référant à un guide méthodologique, toutes formes d'apprentissage autres que scolaires. L'importance et la diversité des ressources consultables dès que l'apprentissage s'exerce en dehors de l’école. Après ces travaux, il devient impossible de nier la part primordiale de l'apprentissage informel dans l’apprentissage de l'adulte et la place importante que cela tenait dans nos sociétés. Il contribue à prouver l'existence d'une autre école, une école souterraine, celle de la vie, à en préciser les contours et à affirmer la place primordiale de l'individu.
Le courant socioculturel a déjà été présenté dans le modèle de Carré (1997) sous le terme d'« autoformation sociale » et par Galvani (1991) dans le courant sociopédagogique. Tous deux attribuent ce courant à Joffre Dumazedier qui englobe, dans sa définition, autant les milieux scolaires qu’extrascolaires, contrairement au courant précédent et, surtout, situe clairement l’autoformation comme une tendance lourde de notre époque.
Le courant développemental est un courant déjà bien identifié dans la typologie de Galvani qui est nommé « courant bio-épistémologique » pour bien mettre en évidence que l’autoformation se situe au cœur de la vie même du sujet qui apprend. Le terme « développemental », emprunté à la psychologie, s’agissait d’un courant axé sur le développement d’une personne dans la perspective de lui faire bénéficier d’un plus grand pouvoir sur sa vie ou sur l’environnement dans lequel elle se trouve.
Comme son nom l'indique, le courant psychométrique s'intéresse à la mesure de l’autonomie des individus en regard de l’apprentissage. Ce courant de recherches a été aussi important que celui entrepris par Tough à la fin des années 1960 puisqu’il a donné cours à un très grand nombre de recherches axées sur la mesure de l’autodirection, en Amérique du Nord.
Le courant épistémologique regroupe les recherches qui se sont intéressées à la nature du phénomène en analysant sa logique et en tentant d’en saisir la valeur et la portée. Essentiellement, les études de ce courant proposent des explications sur la nature de l'autoformation au-delà des diverses formes qu’elle peut prendre.
Le courant organisationnel se développe en fonction des besoins du monde du travail en regard des transformations profondes qui y ont eu cours récemment[Quand ?] et qui ont une influence sur la formation.
Le courant didactique est ainsi nommé parce qu’il réfère surtout à l’enseignement. Il regroupe l’ensemble des pratiques et des études qui gravitent autour de la mise en pratique d’une méthode ou d’une technique d’enseignement ou d’apprentissage. Il connait de nombreux développements au cours des dernières années. Initialement identifié au milieu scolaire (enseignement individualisé, programmes par objectifs, contrat d’apprentissage, approche par problèmes, etc.) il connait un récent essor dans les domaines de la formation professionnelle continue et de la formation en entreprise. Le courant didactique en autoformation contient également d’autres approches méthodologiques axées sur l'acquisition d’une plus grande autonomie de l’élève ou de l’étudiant ou encore sur des dispositifs ouverts d’enseignement ou d’apprentissage. Ce courant est habituellement identifié au monde scolaire quel qu’en soit le niveau.
Le courant cognitif regroupe les travaux des chercheurs qui se sont intéressés aux caractéristiques du processus d’apprentissage en situation d'auto direction ou encore qui ont étudié les stratégies nécessaires à l’exercice de l'apprentissage autodirigé. On peut remarquer trois sous-courants principaux qui se regroupent autour de la métacognition et de quelques travaux sur la motivation : l'« apprendre à apprendre », la métacognition, l'étude de la motivation.

#### Organisations apprenante et autoformatrice
C’est dans sa thèse de doctorat qu’André Moisan (1994) élabore un modèle d’organisation apprenante autoformatrice. Comme il le signale par le sous-titre de sa thèse, il procède à une analyse en termes de construits de nature plus sociale que psychologique. Dans cette analyse, on assiste[style à revoir] à un réel effort de rompre avec les approches jusqu'ici fondées sur l'individu pour se tourner vers l’organisation où « l’ensemble est plus grand que la somme de ses parties ».
De l’« organisation apprenante » à l’« organisation autoformatrice », il n’y a qu’un pas. Toute organisation qui se veut innovante, qui connaît la valeur de son capital humain et qui souhaite le bonifier aurait intérêt à explorer les nouvelles approches en matière de formation de la main-d’œuvre dont l’autoformation fait partie. Dans sa thèse Vers un modèle d’organisation autoformatrice, Jérôme Eneau conclut : « L’autoformation répond ainsi à de nouvelles pratiques managériales nécessitant plus d’autonomie des acteurs, une plus forte décentralisation du pouvoir et des responsabilités, des qualités d’adaptabilité, de flexibilité ou encore de tolérance à l’incertitude. Les organisations sembleraient donc avoir tout intérêt à formaliser le recours à l’autoformation [...] ».

## Déclinaison pratique
L'étude de l'APEC sur l'acquisition de compétences en entreprise, en juin 2008, considère que l'autoformation est une forme d'auto-apprentissage qui peut résulter de l'acquisition de connaissances formelles comme l'observation puis la reproduction mimétique de savoir-faire et savoir-être sur le terrain ; dans ce cas il s'agit d'apprentissage informel.
Parmi les caractéristiques qui ressortent d'un échantillon d'apprenants qui ont été enquêtés, il ressort que l'autoformation est : un apprentissage qui se fait « naturellement », liée à la personnalité de l'apprenant, à son état d'esprit, et dépendant d'une démarche active souvent informelle et peu structurée. Tiers, relations professionnelles comme extraprofessionnelles, tout contact peut servir à l'« autoapprenant ».

## Sociologie
L'autodidaxie est souvent présentée ou imaginée comme une alternative, voire un acte de rébellion contre un système éducatif dominant, ou encore comme une nécessité dans des situations de handicap physique, géographique, financiers, etc. Dans ces trois cas, la manière autre d'apprendre et d'être accompagné dans cet apprentissage échappe aux catégories habituelles de l'entendement. D'où l'attribution du processus et du mérite d'apprendre au seul apprenant. Il est parfois considéré comme à part ne faisant pas partie d'un réseau, du fait de l'absence de « légitimité » de sa formation. Cela dit, avec des systèmes comme celui de la Validation des Acquis de l'Expérience (VAE), les autodidactes ont aujourd’hui la possibilité de donner une valeur à ce qu'ils ont appris par eux-mêmes en le valorisant par un diplôme, sous certaines conditions.
Il apparaît par exemple chez Jean-Jacques Rousseau ou encore dans Dom Juan ou le Festin de pierre de Molière, acte 3 scène 1, lorsque Sganarelle discourt avec Don Juan. Il apparaît également dans les textes de vulgarisation scientifique (essais, vade-mecum) qui font l'objet d'une réappropriation sociale de la part des classes moyennes en quête d’ascension sociale, Pierre Bourdieu appelant ce phénomène l'« autodidaxie légitime ».
Dans Les Nouveaux autodidactes, Georges Le Meur signale que dans la vie quotidienne, « l'autodidacte représente souvent la réussite socio-professionnelle d'une personne qui ne devait « normalement » pas s'élever dans la hiérarchie sociale ». Toutefois, si les souhaits d'ascension sociale constituent un moteur important pour se former, il montre aussi que l'on peut apprendre de manière indépendante et sans souci de promotion. Il met en évidence des démarches de formation existentielles et/ou cognitives que le sujet pilote intégralement pour le plaisir. Il rappelle qu'autrefois le métier de base s'apprenait avec un maître et qu'à la manufacture l'autodidacte n'avait pas sa place. Les autodidactes « emblématiques » qui appartenaient à la classe dominée étudiaient dans les domaines généraux, non professionnels, et manifestaient un respect fort à l'égard de l'institution éducative. Ils s'appropriaient par des voies non scolaires le capital culturel qui leur faisait défaut.
Mais, avec la massification de la formation initiale et le développement de la formation continue tout au long de la vie, la démarche d'autonomie de l'apprenant, l'autoformation et l'autodidaxie sont devenues des exigences de l'économie. Cette dépendance de l'autoformation aux exigences de l'économie a été interprétée par quelques sociologues critiques comme une conduite de soumission aux rapports sociaux dominants et non pas comme une démarche d'affranchissement ou encore d'émancipation individuelle. Dans cette perspective, Jacques Guigou montre comment cette « autonomisation des apprentissages » constitue une composante majeure de ce qu'il nomme « la société capitalisée » et prive l'auto-formation des dimensions libératrices que veulent y voir ses promoteurs.

## Classification des méthodes
En éducation des adultes, il est souvent nécessaire de distinguer entre différentes formes d’éducation puisque le champ recouvre autant la formation institutionnelle scolaire que la formation en entreprise ou les activités éducatives des milieux associatifs ou communautaires. Il est possible de distinguer trois formes d’éducation : formelle, non formelle et informelle (Tremblay et coll., 1994, p. 5-6) :
| Contexte   | Définition |
| ---------- | --- |
| Formel     | - Dispensé dans un contexte organisé et structuré (par exemple dans un établissement d’enseignement ou de formation, ou sur le lieu de travail). - Explicitement désigné comme apprentissage (en termes d’objectifs, de temps ou de ressources). - Intentionnel de la part de l’apprenant; il débouche généralement sur la validation et la certification. |
| Non-formel | - Intégré dans des activités planifiées qui ne sont pas explicitement désignées comme activités d’apprentissage (en termes d’objectifs, de temps ou de ressources) mais qui comportent un important élément d’apprentissage. - Intentionnel de la part de l’apprenant.                                                                                     |
| Informel   | - Découle des activités de la vie quotidienne liées au travail, à la famille ou aux loisirs. - N'est ni organisé ni structuré (en termes d’objectifs, de temps ou de ressources). - Possède la plupart du temps un caractère non intentionnel de la part de l’apprenant.                                                                                   |

Les recherches sur l’autoformation se sont développées autour de trois idées : autoformation, hétéro-formation et éco-formation. Le terme générique d’« autoformation », dont le préfixe « auto » ramène à soi-même, fait référence à l’acte d’auto-apprentissage. L’autonomie qui en résulte peut être partielle ou totale. Au contraire de l’hétéro-formation, au cours de laquelle l’apprentissage est délivré de façon transmissive, et dépend donc de l’enseignant. L’éco-formation quant à elle, de façon plus anecdotique, fait référence à une éducation par la nature (les humains s’adaptent et apprennent de leur environnement les savoirs nécessaires à leur survie).
Le tableau ci-dessous présente les points communs entre les contextes: formel, informel et non formel et les types : hétéro-formation, autoformation et éco-formation.
| Contexte         | Formel                                                                                                 | Non-formel                                                | Informel                                 |
| ---------------- | --- | --------------------------------------------------------- | ---------------------------------------- |
| Hétéro-formation | - Cours magistral - Exposé - Conférences - L'apprenant subit l’apprentissage conduit par le formateur. | - Formation individualisée                                |                                          |
| Éco-formation    | - Cours traditionnel appliqué au groupe                                                                | - Réseaux sociaux - Sites web                             | - Appel à l'expérience - Réseaux sociaux |
| Autoformation    | - Formation individualisée - Formation à distance ou hybride.                                          | - Auto-apprentissage - Assister aux conférences en ligne. | - Activités de la vie quotidienne.       |